# Дифазиаструм ситхинский
Дифазиаструм ситхинский, ситхинский клубень — вид папоротникообразных, произрастающий в северной части Северной Америки и Северо-Восточной Азии. Это наземное травянистое растение, распространяющееся столонами, спускающимися по поверхности или земле или немного ниже поверхности. Листья прижатые, широколанцетные, длиной до 3,2 мм. Стробилы одиночные на концах побегов. Он известен во всех провинциях Канады, а также в штатах США: Аляска, Орегон, Вашингтон, Айдахо, Монтана, Мэн, Нью-Гемпшир, Вермонт и Нью-Йорк. Он также встречается в Гренландии, Сен-Пьере и Микелоне, Японии и на полуострове Камчатка в азиатской части России. Его можно найти на альпийских лугах, открытых каменистых пустошах и хвойных лесах.